# East Tanfield
East Tanfield – civil parish w Anglii, w North Yorkshire, w dystrykcie (unitary authority) North Yorkshire. W 2001 civil parish liczyła 28 mieszkańców. East Tanfield jest wspomniana w Domesday Book (1086) jako Danefeld/Danefelt/Tanefeld.